# Pauline von Schätzel

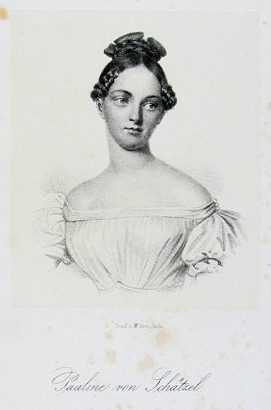
Pauline von Schätzel, unbezeichnete Lithographie, um 1830

Johanne Sophie Friederike Pauline von Schätzel, auch Schaetzel, Schaetzell, verheiratete Decker/von Decker (* 27. August 1811 in Berlin; † 13. September 1882 in Eichberg bei Schildau, Niederschlesien) war eine deutsche Konzert- und Opernsängerin (Sopran).

## Leben
Pauline von Schätzel entstammt dem Adelsgeschlecht Schätzel. Sie war eine Enkelin der berühmten Sängerin Margarete Luise Schick und die Tochter der Sängerin Juliane von Schaetzel geb. Schick aus deren Ehe mit dem Königlichen Landrat Carl Friedrich Ludwig von Schaetzel, der um 1806 im Kreis Soldin tätig war, später in Berlin. Der Klarinettist Friedrich Schick (1794–1860) war ihr Onkel.
Schon am 17. September 1827 sang sie bei einer Aufführung von Händels Oratorium Das Alexanderfest unter der Leitung von Carl Friedrich Zelter, in einem Konzert anlässlich der „Versammlung der Naturforscher und Ärzte“, bei dem der junge Frédéric Chopin unter den Zuhörern weilte. Sie betrat am 26. April 1828 – dem Geburtstag ihrer Großmutter – als Agathe im Freischütz erstmals die Bühne der Berliner Hofoper, wo sie anschließend als erste Sängerin engagiert wurde. Vier Jahre später verkörperte sie bereits die Titelpartie in Beethovens Fidelio.
1832 heiratete sie den Hofbuchdrucker und Verleger Rudolf Ludwig Decker und beendete ihre Karriere. In den Jahren darauf trat sie jedoch weiter als Konzertsängerin auf, speziell in Konzerten der Berliner Singakademie, deren Ehrenmitglied sie bis zu ihrem Tode war.